# Wundt-Täuschung

Wundt-Täuschung: Parallelen werden als nach innen verbogen (konkav) wahrgenommen.

Die Wundt-Täuschung (engl. Wundt illusion) ist eine erstmals im 19. Jahrhundert von dem deutschen Physiologen, Psychologen und Philosophen Wilhelm Maximilian Wundt (1832–1920) beschriebene geometrisch-optische Täuschung, die auf der Fehlinterpretation von Winkeln beruht, die an zwei von einem Parallelenpaar geschnittenen Geradenbündeln entstehen. Hierbei werden die beiden Parallelen als nach innen verbogen (konkav) wahrgenommen.
Die Hering-Täuschung erzeugt den umgekehrten Effekt.

## Ursachen
Der Grund dieses Täuschungsphänomens ist noch nicht zweifelsfrei erforscht. Vermutlich wird jedoch die Winkelverzerrung im Wahrnehmungssystem durch orientierungsspezifische Nervenzellen der Area striata im visuellen Cortex verursacht. Diese Nervenzellen reagieren nur auf eine bestimmte Reizorientierung mit voller Aktivität, während sie auf andere Reizorientierungen entsprechend geringer reagieren.